# Национальный симфонический оркестр (Тайвань)

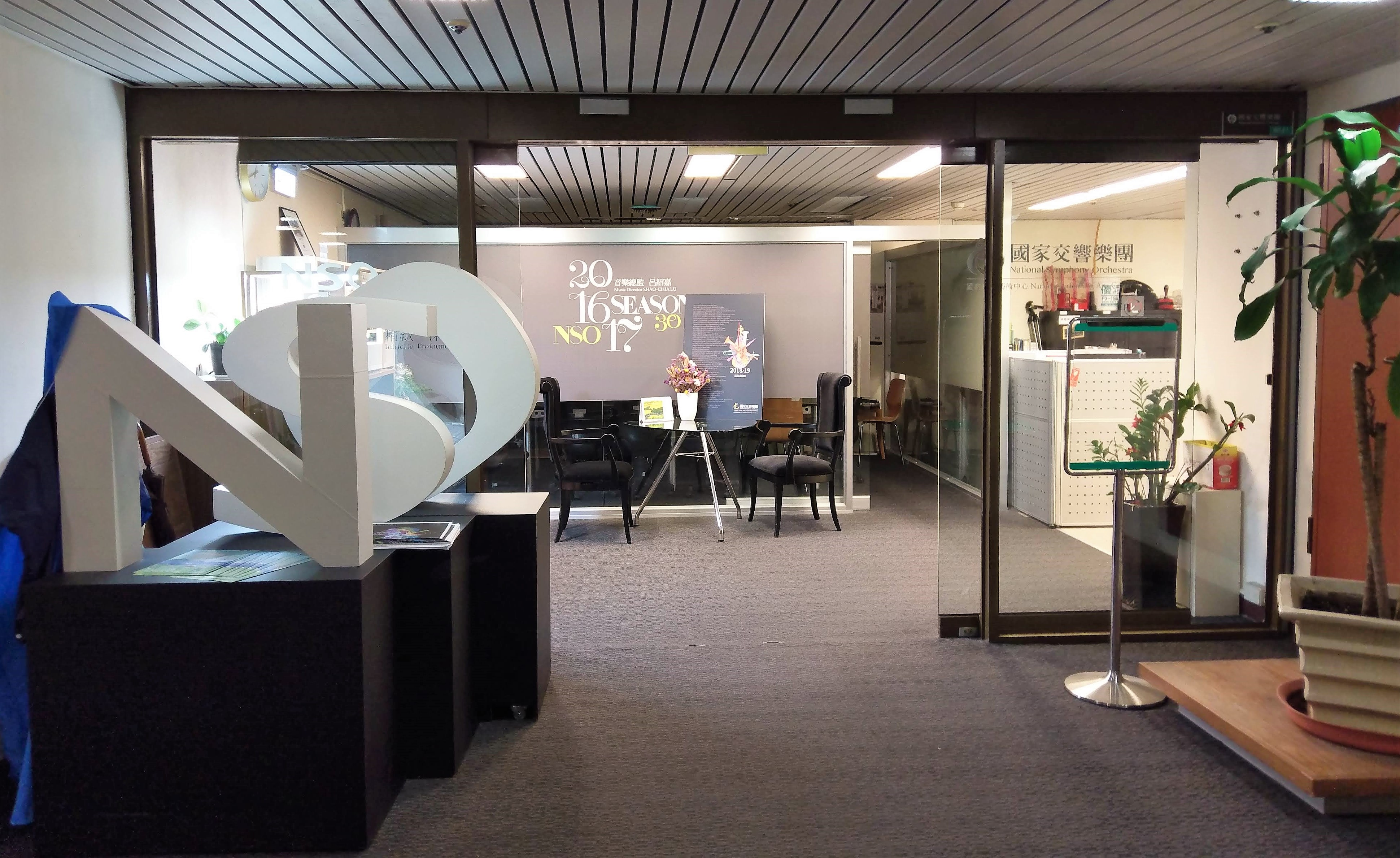
Офис Национального симфонического оркестра

Национальный симфонический оркестр (кит. 國家交響樂團), за пределами страны известный преимущественно как Тайваньский филармонический оркестр (англ. Taiwan Philharmonic, кит. 台灣愛樂) — симфонический оркестр Тайваня, основанный в 1986 году. Имеется в городе Тайбэй.
Коллектив был основан как оркестр Национального Тайваньского нормального университета (под патронажем которого ранее работал Национальный Тайваньский симфонический оркестр). В 1994 году обрёл автономию и стал называться Национальный концертный оркестр, в 2005 году после очередной реструктуризации получил нынешнее название.
Начиная с 1994 года осуществляются и оперные постановки, в том числе национальные премьеры: так, в сезоне 2002/2003 гг. была впервые на Тайване представлена опера Рихарда Вагнера «Тристан и Изольда», в сезоне в сезоне 2004/2005 гг. — «Норма» Винченцо Беллини и «Фальстаф» Джузеппе Верди. Традицией оркестра стало преимущественное посвящение концертного сезона композитору: первыми 5 авторами стали, начиная с 2002 года, Людвиг ван Бетховен, Густав Малер, Дмитрий Шостакович, Рихард Штраус и Пётр Чайковский. У руководства чередуются местные и западные специалисты; значительную роль в развитии коллектива сыграл главный приглашённый дирижёр, а затем дирижёр-лауреат Гюнтер Хербиг.

## Музыкальные руководители
- Жерар Акока (1986—1990)
- Урс Шнайдер (1991—1992)
- Чан Дашэн (1995—1997)
- Цзяцзя Лин (1998—2001)
- Чэнь Вэньпинь (2001—2007)
- Люй Шаоцзя (с 2010 г.)